# Pierre-Yvon Trémel
Pierre-Yvon Trémel, professeur d'économie, est une personnalité politique française, membre du Parti socialiste, né le 9 août 1946 à Cavan et mort le 29 juin 2006 à Saint-Nicolas-de-Redon (Loire-Atlantique) d'une crise cardiaque.  
Maire de Cavan de 1971 à sa mort en 2006, il est premier vice-président du conseil général durant dix-huit ans, puis devient député le temps d'un mandat, et ensuite sénateur à partir de 1998. 
Enseignant de formation, il est le frère du joueur de football Michel Trémel (1958-2019).
Il est inhumé à Cavan.

## Mandats locaux
- Maire de Cavan (réélu 5 fois) de 1971 à 2001
- Président de la Communauté de communes du Centre Trégor
- Conseiller général du canton de la Roche-Derrien de 1979 à 2002

## Mandats nationaux
- Député des Côtes-d'Armor de 1988 à 1993
- Sénateur des Côtes-d'Armor de 1998 à 2006